# Ciudad de los diez mil budas
La Ciudad de los diez mil budas (en inglés: City of Ten Thousand Buddhas, en chino tradicional, 萬佛聖城; pinyin, Wànfó Shèngchéng, Vietnamita: Chùa Vạn Phật Thánh Thành) es un complejo de edificios del monasterio budista, granja ecológica, reserva de naturaleza y jardín botánico de un total de 488 acres (1.97 km²) de extensión, siendo el complejo edificado de 80 acres (320,000 m²), en Talmage, California. 
Es una comunidad eremita internacional y monasterio de organización budista fundada por Hsuan Hua, una figura importante en el budismo occidental. Es uno de los primeros templos budistas de Zen chino en los Estados Unidos, y una de las comunidades budistas más grandes del Hemisferio Occidental.
Fue uno de los primeros monasterios budistas construidos en el Estados Unidos. El templo sigue las directrices de la Escuela Ch'an Guiyang, una de las cinco casas de chino clásico Ch'an. La ciudad es conocida por su estrecha adhesión a la Vinaya, el código monástico budista tradicional austero

## Localización
El jardín botánico se ubica en Talmage, Condado de Mendocino, California a unos 2 millas (3,2 km) este de Ukiah, y 110 millas (180 km) al norte de San Francisco. 
City of Ten Thousand Buddhas, 2001 Talmage Road, Talmage, Mendocino county California CA 95482 United States of America-Estados Unidos de América.
Planos y vistas satelitales.39°24′33.12″N 123°48′34.56″O / 39.4092000, -123.8096000
- Promedio Anual de Lluvias: 785 mm